# Kemp Malone

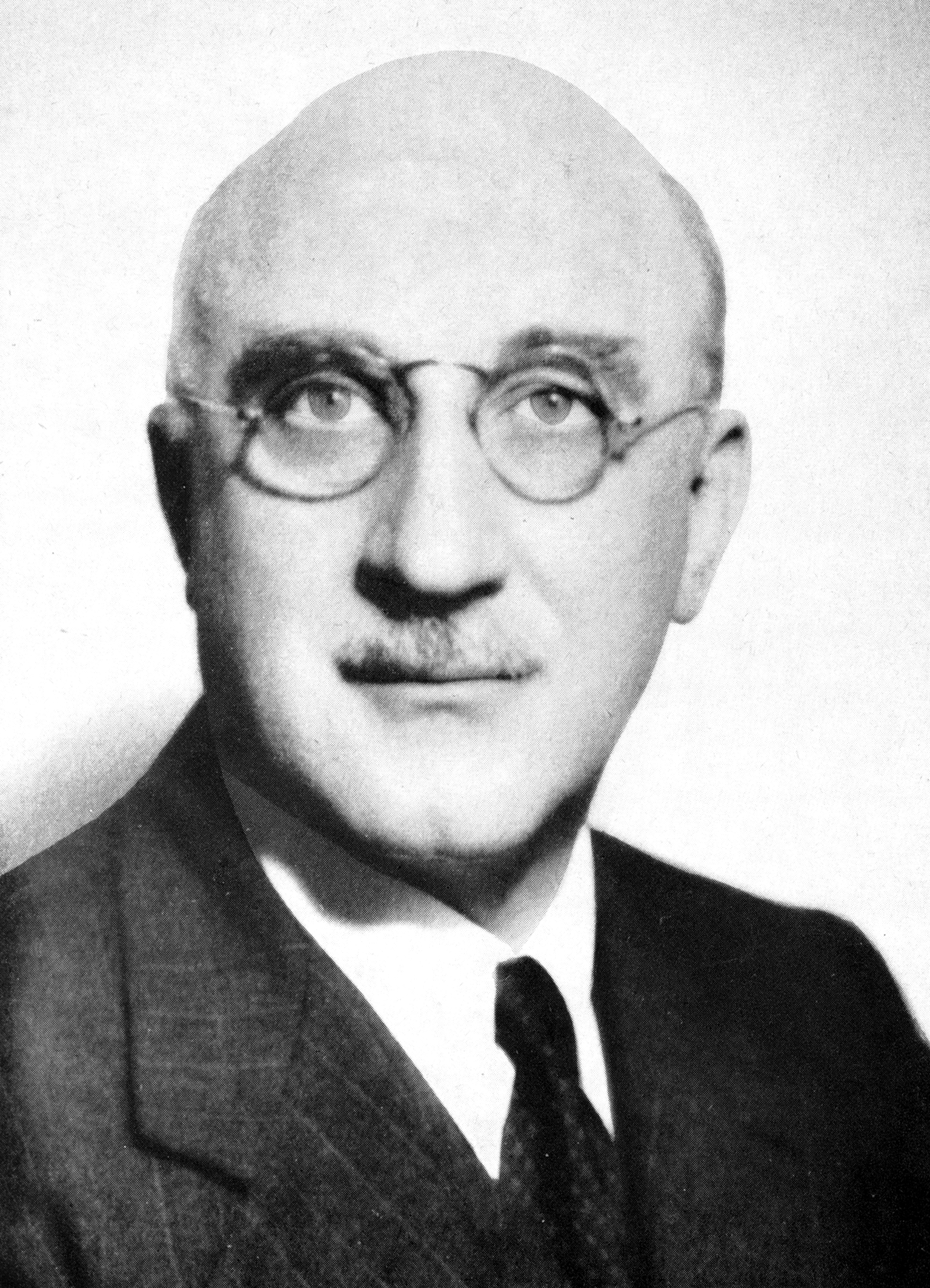
Kemp Malone

Kemp Malone (* 14. März 1889 in Minter City, Mississippi; † 13. Oktober 1971 in Eastport, Maine) war ein amerikanischer Mediävist, Philologe und Etymologe.

## Leben
Malone wuchs im tiefen Süden der Vereinigten Staaten auf und war das Älteste von acht Kindern eines Geistlichen, der im Laufe seiner Karriere der mehrere Frauen-Colleges in Mississippi und Georgia leitete. Die Atmosphäre im Elternhaus war intellektuell geprägt und Bildung und Belesenheit besaßen einen hohen Stellenwert. Alle sieben der acht Geschwister, die die Volljährigkeit erreichten, studierten, unter ihnen der Historiker und Biograph Dumas Malone.
Malone selbst schloss ein Studium an der Emory University bereits mit 18 Jahren ab und arbeitete danach für vier Jahre als Highschool-Lehrer. Danach ging er als Austauschlehrer für zwei Jahre nach Preußen, anschließend studierte er kurzzeitig an der Universität Kopenhagen und zurück im Amerika unterrichtete er zunächst Deutsch an der Cornell University, bevor ein  postgraduales Studium an der University of Chicago aufnahm und dort 1919 bei John Matthews Manly promovierte. Nach der Promotion setzte Kemp seine Studien an der Universität Island und an der Princeton University fort, bis er 1921 eine Stelle am Lehrstuhl Friedrich Klaebers an der Minnesota University annahm. Kemp ging dann 1924 an die Johns Hopkins University und wurde dort 1926 als Professor der Nachfolger von James Wilson Bright, dort blieb er bis zu seiner Emeritierung im Jahre 1956. Auch im vermeintlichen Ruhestand blieb Kemp weiterhin in Forschung und Lehre aktiv und arbeitete unter anderem für zwei Jahre als Gastprofessor an der Georgetown University und später an der New York University. Seit 1945 war er Mitglied der American Philosophical Society.
Malone war mit der aus Richmond stammenden Inez Rene Chatain verheiratet.
Malone erlitt nach dem 6. Oktober 1971 zunächst einen leichten Schlaganfall und verstarb dann nach kurzer Krankheit innerhalb einer Woche am 13. Oktober.

## Werk
Malone galt als Spezialist für Chaucer und Beowulf, befasste sich aber mit der gesamten Breite der englischen Sprache von ihren Vorfahren und Anfängen bis hin zum modernen Gebrauch im 20. Jahrhundert. Zum Zeitpunkt seiner Emeritierung (1956) hatte er über 500 Publikationen verfasst. 1923 veröffentlichte Malone die Monographie The Phonology of Modern Icelandic, welche lange Zeit als ein Standardwerk zur isländischen Sprache angesehen wurde. Ebenfalls größere Anerkennung erfuhr das von ihm im selben Jahr veröffentlichte Buch The Literary History of Hamlet, das ursprünglich als ein erster von drei Bänden konzipiert gewesen war, dessen Folgebände allerdings nie erschienen. Zu Malones Werk erschienen mit
Philologica: The Malone Anniversary Studies (1949) eine Festschrift, die 43 Beiträge zu seinem Werk und Bibliographie enthält.
Malone veröffentlichte 1924 und 1925 zwei Beiträge, in denen er erstmals den legendären König Artus mit dem römischen Offizier Lucius Artorius Castus in Verbindung brachte und dessen Name und Leben als einen möglichen historischen Kern der Artus-Sage vorschlug.
Neben seiner Tätigkeit als Autor war Malone auch als Redakteur in mehreren Zeitschriften und Buchprojekten aktiv. Er war von 1930 bis 1956 Redaktionsmitglied der Modern Language Notes, wobei er die letzten beiden Jahre auch als Chefredakteur fungierte. Zusammen mit Louise Pound, Henry L. Mencken und Arthur Garfield Kennedy gründete er 1925 die Zeitschrift American Speech.  Als Redakteur für etymologische Fragen war er unter anderem am American College Dictionary (1947) und am Random House Dictionary of the English Language (1966) beteiligt, zudem half er bei einer überarbeiteten Neuausgabe von Henry L. Menckens The American Language.
Malone war Mitglied in mehreren sprachwissenschaftlichen Gesellschaften, die er auch vorübergehend leitete. So war er Präsident der American Dialect Society (1944–1946), der American Name Society (1956), der Modern Language Association (1962), der Modern Humanities Research Association und der Linguistic Society of America.

## Schriften (Auswahl)
- The Phonology of Modern Icelandic (1923)
- The Literary History of Hamlet (1923)
- The Historicity of Arthur. Journal of English and Germanic Philology (1924, JSTOR:27702819)
- Artorius. Modern Philology (1925, JSTOR:433555)
- The Phonemes of Modern Icelandic (1952)
- Chapters on Chaucer (1951)
- Studies in Heroic Legend and in Current Speech (1959)
- Widsith (1962)